# Carlos Silveira da Graça
Carlos Silveira da Graça ou Kay (Nossa Senhora da Luz (São Vicente), 5 de janeiro de 1988) é um futebolista profissional cabo-verdiano que atua como defensor.

## Carreira
Kay representou o elenco da Seleção Cabo-Verdiana de Futebol no Campeonato Africano das Nações de 2015.